# الصرفة (المحابشة)

تعديل مصدري - تعديل

الصرفة هي إحدى قرى عزلة بني حيدان بمديرية المحابشة التابعة لمحافظة حجة، بلغ تعداد سكانها 415 نسمة حسب تعداد اليمن لعام 2004.